# Duchanino
Duchanino è un centro abitato haitiano del comune di Anse-d'Ainault, situato nell'arrondissement di Anse-d'Ainault, nel dipartimento di Grand'Anse.